# رافال برزوزوسکی
رافال برزوزوسکی (به انگلیسی: Rafał Brzozowski) (زاده ۸ ژوئن ۱۹۸۱) خواننده لهستانی است.
او نماینده لهستان در یوروویژن ۲۰۲۱ است.